# Koalicja Fox-North

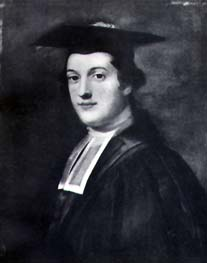
Książę Portland, premier, pierwszy lord skarbu, przewodniczący Izby Lordów

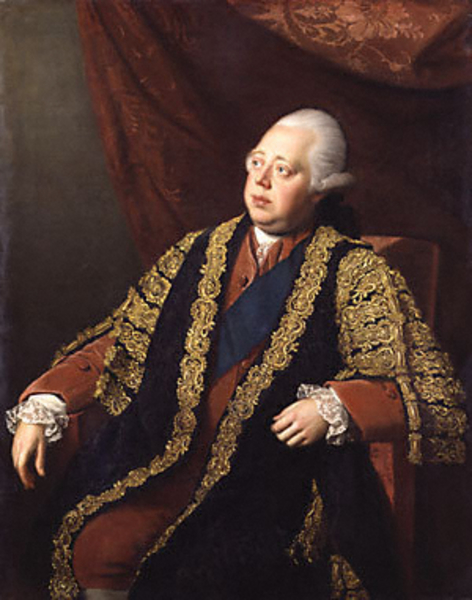
Lord North, minister spraw wewnętrznych, przewodniczący Izby Gmin

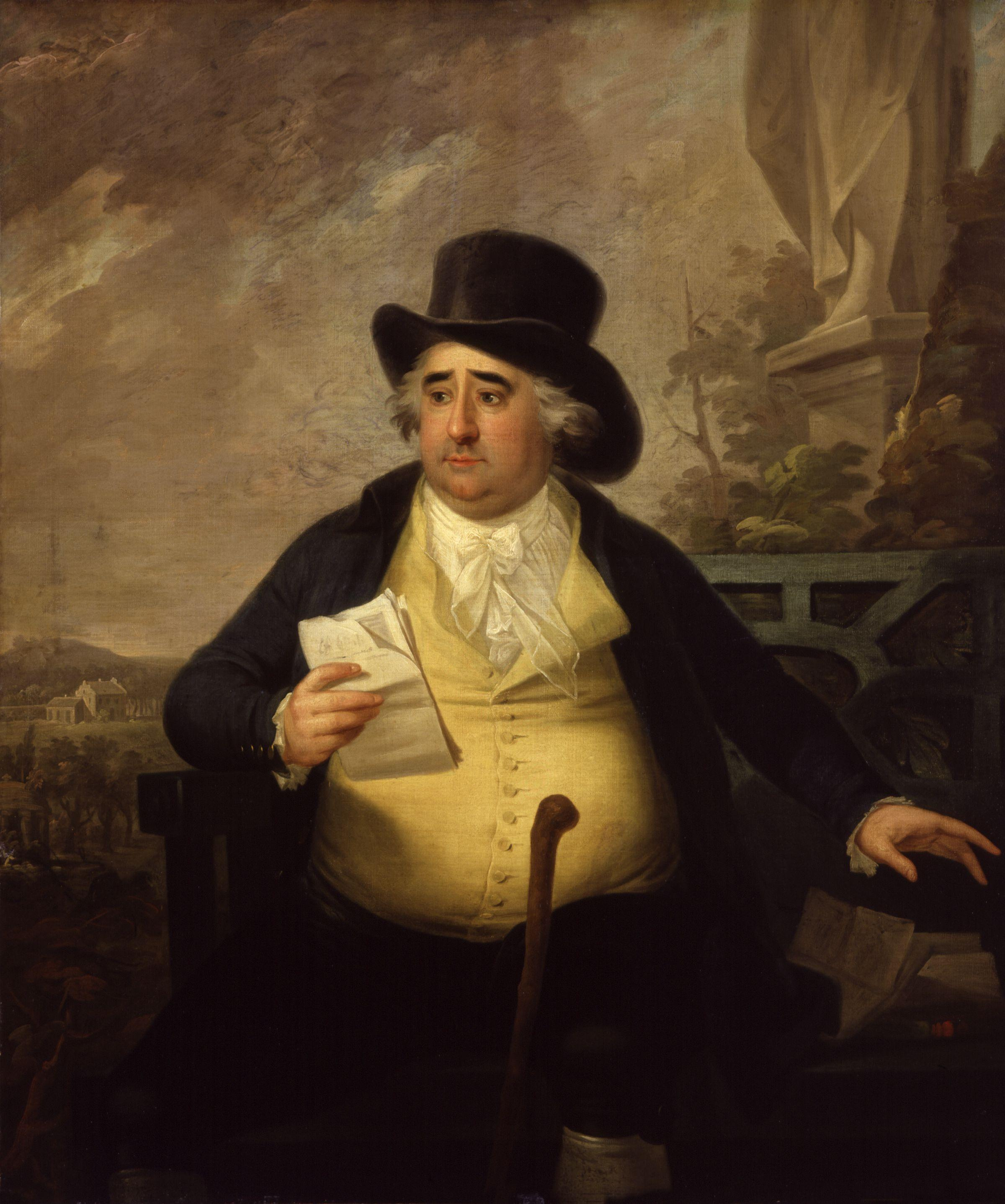
Charles James Fox, minister spraw zagranicznych, przewodniczący Izby Gmin

Koalicja Fox-North (ang. Fox-North Coalition) – nazwa brytyjskiego rządu istniejącego od 2 kwietnia do 19 grudnia 1783 r. pod formalnym przewodnictwem Williama Cavendisha-Bentincka, 3. księcia Portland. Tak naprawdę najważniejszą rolę w gabinecie odgrywali minister spraw wewnętrznych Frederick North, lord North, i minister spraw zagranicznych Charles James Fox. Rząd został zdymisjonowany przez króla Jerzego III po próbie zreformowania zarządu nad brytyjskimi Indiami.

## Skład gabinetu
| Urząd                                                   | Imię i nazwisko                                | Kadencja |
| ------------------------------------------------------- | ---------------------------------------------- | -------- |
| Premier Pierwszy Lord Skarbu Przewodniczący Izby Lordów | William Cavendish-Bentinck, 3. książę Portland | 1783     |
|                                                         |                                                |          |
| Minister spraw wewnętrznych Przewodniczący Izby Gmin    | Frederick North, lord North                    | 1783     |
| Minister spraw zagranicznych Przewodniczący Izby Gmin   | Charles James Fox                              | 1783     |
| Lord przewodniczący Rady                                | David Murray, 7. wicehrabia Stormont           | 1783     |
| Lord tajnej pieczęci                                    | Frederick Howard, 5. hrabia Carlisle           | 1783     |
| Pierwszy lord Admiralicji                               | Augustus Keppel, 1. wicehrabia Keppel          | 1783     |
| Kanclerz skarbu                                         | Lord John Cavendish                            | 1783     |
| Generał artylerii                                       | George Townshend, 4. wicehrabia Townshend      | 1783     |
| Lord namiestnik Irlandii                                | Robert Henley, 2. hrabia Northington           | 1783     |
| Lord kanclerz                                           | urząd komisyjny                                | 1783     |